# Tard, Borsod-Abaúj-Zemplén
Tard este un sat în districtul Mezőkövesd, județul Borsod-Abaúj-Zemplén, Ungaria, având o populație de 1.379 de locuitori (2011). 

## Demografie
Componența etnică a satului Tard
     Maghiari (100%)
Componența confesională a satului Tard
     Romano-catolici (71,28%)
     Fără religie (3,19%)
     Reformați (2,61%)
     Necunoscută (21,97%)
     Alte religii (2,68%)
Conform recensământului din 2011, satul Tard avea 1.379 de locuitori. Din punct de vedere etnic, majoritatea locuitorilor (100,0%) erau maghiari.  Din punct de vedere confesional, majoritatea locuitorilor (71,28%) erau romano-catolici, existând și minorități de persoane fără religie (3,19%) și reformați (2,61%). Pentru 21,97% din locuitori nu este cunoscută apartenența confesională.